# Freistaat (Provinz)
Freistaat (setswana Foreistata, afrikaans Vrystaat, englisch Free State) ist eine südafrikanische Provinz in der Mitte der Republik. Sie ist in vier Distrikte mit 18 Gemeinden und einer Metropolgemeinde aufgeteilt.
Vorläufer sind die 1854 gegründete Burenrepublik Oranje-Freistaat, die bis zum Ende des Zweiten Burenkrieges im Jahr 1902 selbstständig war und 1910 mit dem Rest des Landes zur Südafrikanischen Union vereinigt wurde. Der Oranje-Freistaat (Oranje-Vrystaat) behielt seinen Namen, war jedoch nunmehr eine Provinz, deren Name schließlich durch das Änderungsgesetz Constitution of the Republic of South Africa Amendment Act No. 20 of 1995 vom Juli 1995 zu Free State verkürzt wurde.

## Geographie
Freistaat liegt im zentralen Flachland Südafrikas und ist von Agrarwirtschaft geprägt. Über 30.000 Farmen erzeugen mehr als 70 % der südafrikanischen Landwirtschaftsprodukte. Daneben liegen einige der reichsten Gold- und Diamantenminen der Welt im Freistaat.
Im Südosten grenzt der Freistaat an Lesotho.

### Distrikte mit den Gemeinden

Distrikte im Freistaat

Die Territorialstruktur der Provinz Freistaat besteht aus vier Distriktgemeinden mit 18 Lokalgemeinden und einer Metropolgemeinde.
|    | Distrikt / Metropolgemeinde        | Lokalgemeinden                                                         |
| -- | ---------------------------------- | ---------------------------------------------------------------------- |
| 1. | Fezile Dabi                        | Mafube, Metsimaholo, Moqhaka und Ngwathe                               |
| 2. | Lejweleputswa                      | Masilonyana, Matjhabeng, Nala, Tokologo und Tswelopele                 |
| 3. | Thabo Mofutsanyana                 | Dihlabeng, Maluti-a-Phofung, Mantsopa, Nketoana, Phumelela und Setsoto |
| 4. | Xhariep                            | Kopanong, Letsemeng und Mohokare                                       |
| 5. | Mangaung Metropolitan Municipality | Metropolgemeinde                                                       |

### Städte
Die größten Städte der Provinz sind die Hauptstadt Bloemfontein, Welkom, Botshabelo, Kroonstad, Virginia und Kutlwanong (bei Welkom).

## Demografie

Verteilung der Sprachen im Freistaat (Zensus 2001):
Afrikaans
Englisch
isiXhosa
isiZulu
Sesotho
Setswana
keine dominierende Sprache

Nach den Ergebnissen der Volkszählung von 2001 rechneten sich 88 % der schwarzen Bevölkerungsgruppe zu, 8,8 % den Weißen, 3,1 % den Coloureds (afrikaans: Kleurlinge, wörtlich „Farbige“) und 0,1 % den Indern und Asiaten. Der niedrige Anteil der Asiaten rührt daher, dass während der Apartheid den Asiaten der Zuzug in den Freistaat verweigert wurde.
Gemäß der Volkszählung von 2011 waren die Erstsprachen Sesotho mit 64,2 % der Bevölkerung, Afrikaans 12,72 %, IsiXhosa 7,52 %, Setswana 5,24 %, IsiZulu 4,41 %, Englisch 2,94 % und IsiNdebele 0,37 %.
| Jahr          | Einwohnerzahl |
| ------------- | ------------- |
| 1951          | 1.018.000     |
| 1996 (Zensus) | 2.633.504     |
| 2001 (Zensus) | 2.706.775     |
| 2011 (Zensus) | 2.745.590     |
| 2017          | 2.866.678     |
| Juni 2021     | 2.932.441     |
| 2022 (Zensus) | 2.964.412     |

## Geschichte

### Oranje-Freistaat

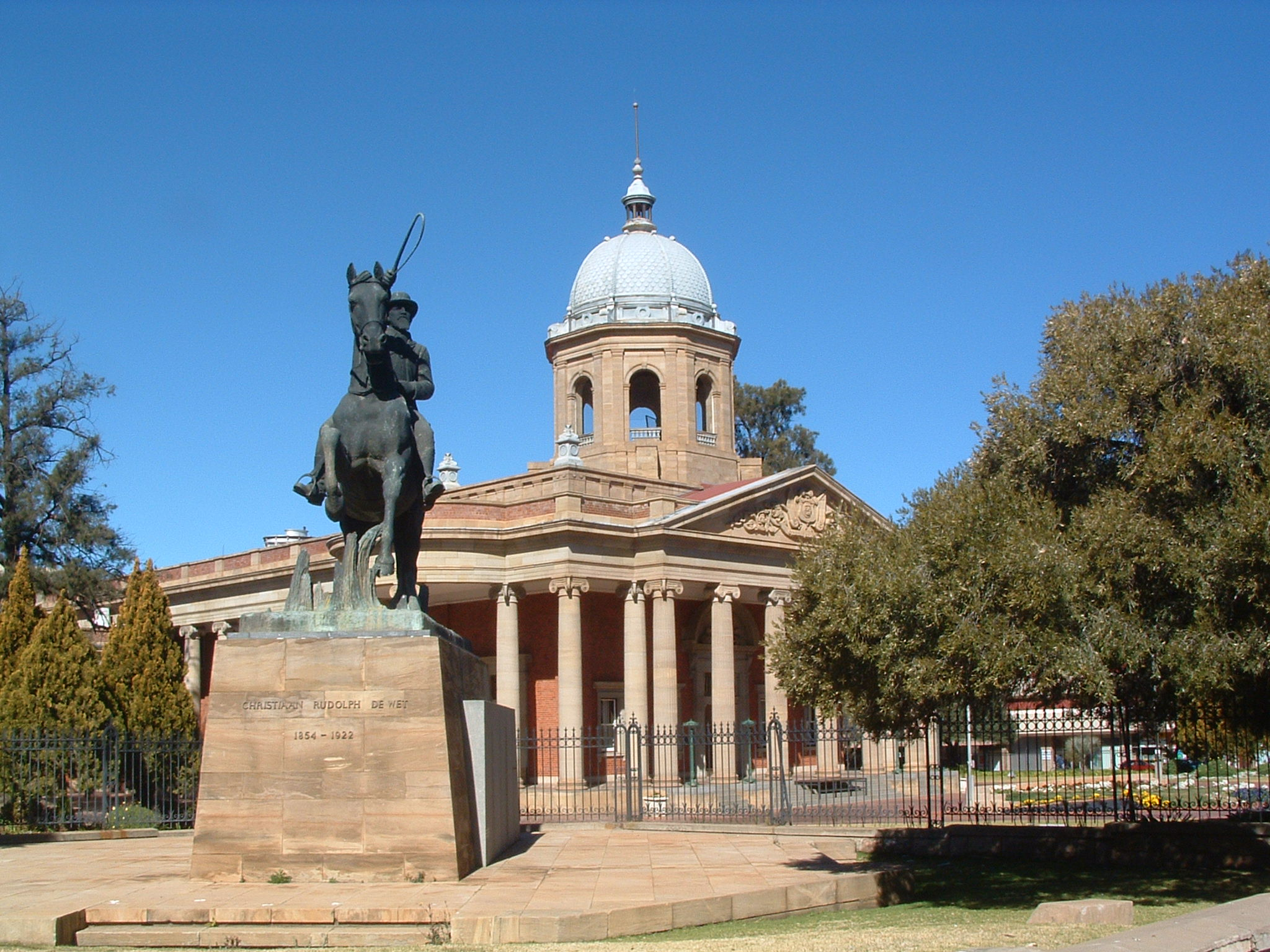
Parlament in Bloemfontein

Nachdem die Kapkolonie unter britische Herrschaft gekommen war, fürchteten die Buren um ihre kulturelle Identität und versuchten im Großen Treck, weiter im Landesinneren gelegene Gebiete zu kolonisieren, so auch das Gebiet zwischen Oranje und Vaal. Die Afrikaaner, wie sich die Buren selbst nannten, gründeten im Landesinneren mehrere unabhängige Burenrepubliken. Eine davon war der Oranje-Freistaat (Oranje Vrystaat).
Dieses Gebiet wurde bereits 1848 von Großbritannien annektiert und als Orange River Sovereignty bezeichnet, konnte aber 1854 unter dem Namen Oranje-Freistaat (niederländisch „Oranje-Vrijstaat“, afrikaans „Oranje-Vrystaat“) seine Selbstständigkeit erreichen. Von Anfang an war die Republik unter Druck sowohl Großbritanniens als auch der benachbarten Basotho, mit denen es unter deren Herrscher Moshoeshoe I. zu mehreren Kriegen kam (siehe Geschichte Lesothos).
Nach dem Zweiten Burenkrieg wurde 1902 der Oranje-Freistaat endgültig britisch annektiert und 1910 Provinz („Orange Free State“) der Südafrikanischen Union. Name, Territorium und Hauptstadt blieben jedoch unverändert. In den 1960er Jahren wurden als eine Maßnahme der damaligen südafrikanischen Apartheidspolitik Stammesgebiete der schwarzen Bevölkerung vom Provinzterritorium abgetrennt. Es entstanden das Homeland QwaQwa um Phuthaditjhaba und ein Teil des Homelands Bophuthatswana um Thaba Nchu. 1994 wurden diese Gebiete in die Provinz reintegriert.
Im Jahre 1995 wurde der Provinzname von Orange Free State auf Free State verkürzt.

### Liste der Premierminister
- Mosiuoa Lekota (ANC, 11. Mai 1994 bis 18. Dezember 1996)
- Ivy Matsepe-Casaburri (ANC, 18. Dezember 1996 bis 15. Juni 1999)
- Winkie Direko (ANC, 15. Juni 1999 bis 26. April 2004)
- Frances Beatrice Marshoff (ANC, 26. April 2004 bis 2009)
- Ace Magashule (ANC, 6. Mai 2009 bis 27. März 2018)
- Sisi Ntombela (ANC, 27. März 2018 bis 23. Februar 2023)[11][12]
- Mxolisi Dukwana (ANC, 24. Februar 2023 bis 2024)[13]
- Maqueen Joyce Letsoha-Mathae (ANC, seit 2024)[14]

## Politik

Sitzverteilung in der Provinzversammlung des Freistaates:
EFF (4)
ANC (19)
DA (6)
VF+ (1)

Bei den Wahlen 2019 zur Provincial Legislature blieb der ANC in der Provinz Freistaat trotz Verlusten die stärkste Partei. Die Mandate verteilen sich wie folgt.
| Partei                          | Sitze | +/− |
| ------------------------------- | ----- | --- |
| African National Congress (ANC) | 19    | −3  |
| Democratic Alliance (DA)        | 06    | +1  |
| Economic Freedom Fighters (EFF) | 04    | +2  |
| Vryheidsfront Plus (VF+)        | 01    | ±0  |
| Summe                           | 30    |     |

## Parks und Naturschutzgebiete
- Caledon Nature Reserve
- Erfenis Dam Nature Reserve
- Gariep Dam Nature Reserve
- Golden-Gate-Highlands-Nationalpark
- Kalkfontein Nature Reserve
- Koppies Dam Nature Reserve
- Seekoeivlei Nature Reserve
- Tussen-die-Riviere Nature Reserve
- Tweefontein Nature Reserve
- Willem Pretorius Game Reserve